# Омсиця
Омсиця (хорв. Omsica) — населений пункт у Хорватії, у Задарській жупанії у складі громади Грачаць.

## Населення
Населення за даними перепису 2011 року становило 12 осіб.
Динаміка чисельності населення поселення:

## Клімат
Середня річна температура становить 8,22 °C, середня максимальна – 22,56 °C, а середня мінімальна – -7,74 °C. Середня річна кількість опадів – 1185 мм.
| Клімат поселення                              | Клімат поселення | Клімат поселення | Клімат поселення | Клімат поселення | Клімат поселення | Клімат поселення | Клімат поселення | Клімат поселення | Клімат поселення | Клімат поселення | Клімат поселення | Клімат поселення | Клімат поселення |
| Показник                                      | Січ.             | Лют.             | Бер.             | Квіт.            | Трав.            | Черв.            | Лип.             | Серп.            | Вер.             | Жовт.            | Лист.            | Груд.            |                  |
| Середній максимум, °C                         | 5,70             | 6,75             | 9,89             | 13,94            | 18,79            | 22,11            | 22,56            | 22,36            | 18,29            | 13,96            | 8,69             | 4,74             |                  |
| Середня температура, °C                       | −1               | 0,04             | 3,16             | 7,22             | 12,04            | 15,38            | 17,77            | 17,58            | 13,52            | 9,17             | 3,90             | −0,04            |                  |
| Середній мінімум, °C                          | −7,74            | −6,7             | −3,58            | 0,48             | 5,32             | 8,66             | 12,98            | 12,80            | 8,71             | 4,38             | −0,88            | −4,84            |                  |
| Норма опадів, мм                              | 87               | 89               | 92               | 100              | 88               | 89               | 64               | 76               | 110              | 125              | 146              | 119              |                  |
| Середньомісячна швидкість вітру, м/с          | 2.19             | 2.36             | 2.54             | 2.46             | 2.25             | 2.01             | 1.96             | 1.85             | 1.99             | 2.15             | 2.38             | 2.46             |                  |
| Середньомісячна сонячна радіація, кДж/м²·день | 4876             | 7455             | 11089            | 15624            | 19579            | 21724            | 23596            | 20484            | 15235            | 9792             | 5324             | 4080             |                  |
| --------------------------------------------- | ---------------- | ---------------- | ---------------- | ---------------- | ---------------- | ---------------- | ---------------- | ---------------- | ---------------- | ---------------- | ---------------- | ---------------- | ---------------- |
| Джерело:                                      |                  |                  |                  |                  |                  |                  |                  |                  |                  |                  |                  |                  |                  |